# Shennongjia
Shennongjia (chiń. upr. 神农架林区; chiń. trad. 神農架林區; pinyin Shénnóngjià Línqū) – jednostka administracyjna na prawach powiatu („okręg leśny”) w zachodniej części prowincji Hubei w Chińskiej Republice Ludowej. Według danych z 2010 roku, liczba mieszkańców okręgu wynosiła 76 140.